# Effortless Regurgitation of Bright Red Blood
Effortless Regurgitation of Bright Red Blood è il primo album in studio del gruppo musicale grindcore Regurgitate, pubblicato nel 1994 dalla Lowland Records.

## Tracce
1. "Intro: The Act of Intestinal Regurgitation" – 1:13
2. "Disgorging Foetus" – 1:21
3. "Confluent Macular Drug Eruption" – 0:23
4. "Bullous Impetigo" – 1:22
5. "Fleshfeast" – 1:05
6. "Anorectal Ulceration" – 0:55
7. "Vulva Fermentation" – 0:33
8. "Multicystic Kidney" – 1:33
9. "Mucupurulent Offal Grinder" – 0:18
10. "Total Dismemberment of a Female Corpse" – 1:07
11. "Carnal Cacophony" – 0:47
12. "Vomit Breath" – 0:20
13. "Complete Rectal Prolapse" – 1:00
14. "Testicular Trauma" – 1:11
15. "Genital Cancer" – 1:53
16. "Malignant Tumor" – 1:20
17. "Diffuse Systemic Scerosis" – 0:19
18. "Owner of a Necrotic Intestine" – 0:37
19. "Newborn Regurgitation" – 0:51
20. "Torsion of the Testicle" – 0:32
21. "Worm Eaten Rectum" – 0:50
22. "Chronic Lymphatic Leukemie" – 1:23
23. "Metal Ulcer" – 0:34
24. "Purulent Discharge from the Urethra" – 1:10
25. "Vaginal Obstriction" – 1:14
26. "Cloudy, Grayish Vomitus" – 0:22
27. "Fleshmangler" – 1:08
28. "Splattered Brains" (Agathocles cover) – 1:00
29. "Bulging Vaginal Septum" – 0:39
30. "Acute Urinary Infection" – 1:08
31. "Severe Necroses of the Face" – 0:22
32. "Bleeding Peptic Ulcer" – 0:43
33. "Face Mutilation" – 0:35
34. "Extensive Ulcerative Tumor" – 0:41
35. "Tumecent Foetal Fluids to Expurgate" – 0:55
36. "Carbonized Bowels – 0:43
37. "Effortless Regurgitation of Bright Red Blood" – 1:18

## Formazione
- Rikard Jansson - voce
- Urban Skytt - chitarra
- Johan "Joppe" Hanson - basso
- Peter Stjärnvind - batteria